# Hugo Bowier
Jhr. Hugo Bowier ('s-Hertogenbosch, 6 maart 1758 – Sint-Michielsgestel, 11 juni 1834) was een Nederlands jonkheer, advocaat, bestuurder en lid van de Vergadering van Notabelen.

## Levensloop
Hugo Bowier was lid van de familie Bowier en een zoon van Jan Bowier, landdrost van Boxtel, Liempde en president-schepen van de stad 's-Hertogenbosch, en Henriette Maria Hermina Ackersdijck. Bowier studeerde Romeins en hedendaags recht aan de Hogeschool Utrecht en promoveerde op dissertatie. Na zijn studie begon hij als advocaat te werken in zijn geboorteplaats 's-Hertogenbosch. Tevens was hij daar schepen. Van 29 tot en met 30 maart in 1814 was hij lid van de Vergadering van Notabelen voor het departement Monden van de Rijn. Vanaf 1814 tot 1820 was Bowier werkzaam als advocaat-fiscaal der middelen in Noord-Brabant. Van 1820 tot 1824 was hij directeur der directe en indirecte belastingen en accijnzen in Noord-Brabant. 

## Persoonlijk
Hugo Bowier trouwde op 12 december 1785 te 's-Hertogenbosch met Theodora Elisabeth Baert Verspijck, een dochter van Sara Maria Aardewijn, enige erfgename van de koffieplantage Leliëndaal, en Daniël Baert Verspijck.

## Ridderorden
- Ridder in de Orde van de Nederlandse Leeuw

- Biografisch Portaal: 66146694
- Parlement.com: vg09llu7h1sc